# Amplitudes
Pour la mesure physique, voir Amplitude.
Amplitudes est une marque de voyagiste français et une agence de voyages créé en 1991. Présente sur plus de 70 destinations, l'entreprise est spécialisée dans le voyage sur mesure destiné aux particuliers, aux groupes et aux entreprises. Amplitudes est membre de Manor (réseau d'agences de voyages), des Entreprises du voyage et du Syndicat des entreprises en voyagisme (SETO) et, à ce titre, signataire de sa Charte du voyage.
Le nom de la société exploitante est Vigma.

## Histoire
Ancien accompagnateur de voyages, José Martinez rachète en 1991 une agence de voyages située à Tournefeuille. Au départ voyagiste classique, Amplitudes se focalise sur la création de voyages sur-mesure, en élaborant avec ses clients le voyage répondant à leurs envies. En 1992, une autre agence est ouverte sur Toulouse.
En 1994, l'entreprise se développe en créant Amplitudes Incentive et Groupes, une filiale spécialisée dans les voyages de groupe et d'entreprise. 
1997 voit la naissance d'Amplitudes Business, une branche du groupe spécialisée dans le voyage d'affaires. 
Une brochure papier est éditée en 2002, avec une sélection d'une centaine de programmes et circuits. Sa publication devient annuelle. L'année suivante, le groupe continue son expansion en développant Agrimonde, une filiale organisant des voyages axés sur l'agriculture.
En 2012, Amplitudes rachète l'agence de voyages Altimonde Voyages, située rue Sainte Anne à Paris, offrant ainsi un pied-à-terre dans la capitale.
En avril 2017, une nouvelle agence est ouverte à Toulouse, spécialisée dans la Croisière,.

## Organisation
Le groupe Amplitudes est composé de plusieurs filiales spécialisées dans le voyage-sur-mesure, pour des individuels ou professionnels. L'entreprise, en recrutement constant, compte actuellement 95 employés,, et affiche un chiffre d'affaires de 51,4 millions d'euros et taux de croissance de 6,4% en 2017.
- Amplitudes, voyagiste sur-mesure pour particuliers (1991)
- Amplitudes Incentive et Groupes (1994) [16]
- Amplitudes Business Travel (1997) [17],[18]
- Agrimonde, filiale spécialisée dans les voyages dans le monde agricole (2003) [11]
- Altimonde Voyages(2012)
- La Croisière (2017) [12],[13]